# Pardosella tabora
Pardosella tabora là một loài nhện trong họ Lycosidae.
Loài này thuộc chi Pardosella. Pardosella tabora được Carl Friedrich Roewer miêu tả năm 1959.